# Lones Wigger
Lones Wesley Wigger Jr. (Great Falls (Montana), 25 de agosto de 1937-Colorado Springs 14 de diciembre de 2017) fue un tirador olímpico estadounidense. Wigger fue miembro del equipo olímpico de tiro de Estados Unidos en tres ocasiones, ganando dos oros olímpicos. También sirvió en el ejército como teniente coronel.

## Biografía
Wigger es a menudo considerado como el mejor tirador de rifle competitivo de la historia de los Estados Unidos. Formó parte de todos los equipos olímpicos de tiro entre 1968 y 1980, ostentó 27 récords mundiales: 14 por equipos y 13 individuales. Ganó 58 Campeonatos Nacionales de casi todas las variedades a partir de 1963. Fue miembro de 16 de los principales equipos internacionales de Estados Unidos, comenzando con los Juegos Panamericanos de 1963  y entre sus récords se incluyen: 22 títulos Mundiales (dos individuales y 20 ee equipo); siete títulos Panamericanos y tres medallas olímpicas, entre otras. En total, consiguió 108 medallas. 
Wigger fue miembro de los equipos olímpicos estadounidenses de 1964, 1968 y 1972. En Tokio 1964 consiguió una medalla de oro en la categoría de rifle de tres posiciones con una puntuación de 1164 y una plata en la de Rifle en posición tendido con una puntuación de 597. En 1971, dirigió la Escuela de Francotiradores de la 23ª División de Infantería en Vietnam en 1971, y, un año después, se colgó el oro en los Juegos Olímpicos de Múnich en la categoría de rifle de tres posiciones, con 1155 puntos.

## Familia
La hija de Lones Wigger, Deena formó parte del equipo estadounidense en los Juegos Olímpicos de Seúl. Su hijo, Ron, sirvió como entrenador jefe de los fusileros en West Point durante 14 años. Bajo su mando, el equipo se clasificó para los campeonatos en nueve temporadas, obteniendo el título en 2005, el bronce en 2006 y la plata dos años después. Su otro hijo, Danny, es un consumado tirador de rifle de pequeño calibre.

## Muerte
Lones Wigger murió la tarde del 14 de diciembre de 2017 en su casa de Colorado Springs por la compicaciones un cáncer pancreático.

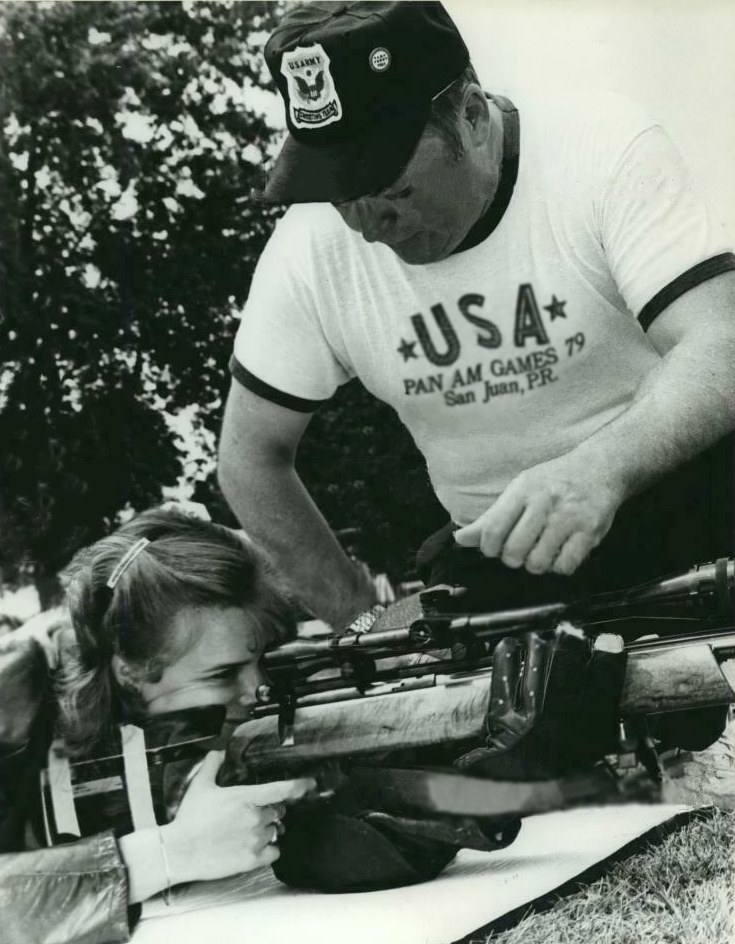
Deena y Lones Wigger